# Julia Wolfe
 (avril 2024).
Si vous disposez d'ouvrages ou d'articles de référence ou si vous connaissez des sites web de qualité traitant du thème abordé ici, merci de compléter l'article en donnant les références utiles à sa vérifiabilité et en les liant à la section « Notes et références ».
Pour les articles homonymes, voir Wolfe.
Julia Wolfe, née le 18 décembre 1958, est une compositrice américaine, diplômée de l'université du Michigan.
Elle est la cofondatrice du collectif Bang on a Can, avec les compositeurs Michael Gordon et David Lang. Sa musique est publiée par Red Poppy Music (ASCAP) et est distribuée par G. Schirmer. Julia Wolfe est directrice de la composition musicale à l'université de New York (école Steinhardt).
Elle est lauréate du prix Pulitzer de musique en 2015 pour Anthracite Fields.

## Œuvres

### Musique pour orchestre
- Amber Waves of Grain (1988), 8 minutes ;
- The Vermeer Room (1989), 15 minutes ;
- Window of Vulnerability (1991), 9 minutes ;
- Tell me everything (1994), 8 minutes ;
- Cruel Sister (2004), 35 minutes.

### Musique pour soliste(s) et orchestre
- My Beautiful Scream (2003), 25 minutes ;
- Accordion Concerto (« True Love ») (2005) ;
- Steel Hammer (2009), 75 minutes ;
- riSE and fLY (2012), 25 minutes.

### Musique pour grands ensembles (plus de 7 interprètes)
- Girlfriend (1988), 18 minutes ;
- Arsenal of Democracy (1993), 9 minutes ;
- Steam (1995), 7 minutes ;
- LAD (2007), 14 minutes ;
- Anthracite Fields (2014), 45 minutes.

### Musique de chambre (1 à 6 musicien(s))
- on seven-star-shoes (1985), 6 minutes ;
- Four Marys (1991), 12 minutes ;
- Early That Summer (1993), 12 minutes ;
- My lips from speaking (1993), 13 minutes, pour six pianos ;
- Lick (1994), 8 minutes ;
- Dig Deep (1995), 14 minutes ;
- East Broadway (1996) ;
- Believing (1997), 9 minutes ;
- Mink Stole (1997), 10 minutes ;
- Close Together (2000), 18 minutes ;
- Compassion (2001), 7 minutes, pour piano solo ;
- Earring (2001), 2 minutes, pour piano solo ;
- Dark Full Ride (2002), 18 minutes ;
- Big Beautiful Dark and Scary (2002), 9 minutes ;
- Strong Hold (2008), 25 minutes, pour 8 contrebasses.

### Musique pour bande
- Democracy (1999), 15 minutes.

## Discographie
- 2014 : Steel Hammer[1] par Julia Wolfe avec Bang on a Can All-Stars et Trio Mediaeval.
- 2015 : Thirst[2] par musica intima and Turning Point Ensemble, avec Ana Sokolović.
- 2015 : Anthracite Fields[3] par Julia Wolfe avec Bang on a Can All-Stars et Choir of Trinity Wall Street, prix Pulitzer de musique 2015.
- 2020 : Fire in my mouth (en).